# ZNF784
ZNF784 (англ. Zinc finger protein 784) – білок, який кодується однойменним геном, розташованим у людей на короткому плечі 19-ї хромосоми. Довжина поліпептидного ланцюга білка становить 323 амінокислот, а молекулярна маса — 34 237.
| 10         |  | 20         |  | 30         |  | 40         |  | 50         |
| ---------- |  | ---------- |  | ---------- |  | ---------- |  | ---------- |
| MAAARPEAQS |  | RSSPTPESRS |  | QEPLDLVLVP |  | DDCRPGTPPS |  | DLIEIQVVKV |
| TDTTLVPEPP |  | EPGSFHCALC |  | PAAFRLVSEL |  | LFHEHGHLAG |  | AEGGGQGGDP |
| SRCHVCGHSC |  | PGPASLRAHY |  | SLHTGERPYR |  | CALCPRAFKA |  | LAPLLRHQHR |
| HGVEPGTSRR |  | PPDTAAVAEQ |  | RPGVAPERAE |  | VVMAAAAAGA |  | AVGKPFACRF |
| CAKPFRRSSD |  | MRDHERVHTG |  | ERPYHCGICG |  | KGFTQSSVLS |  | GHARIHTGER |
| PFRCTLCDRT |  | FNNSSNFRKH |  | QRTHFHGPGP |  | GLGDSGGQLG |  | SSAAEGSGSG |
| CGVGDPAEEG |  | RGETAKVKVE |  | ADQ        |  |            |  |            |

A: Аланін

C: Цистеїн

D: Аспарагінова кислота

E: Глутамінова кислота

F: Фенілаланін

G: Гліцин

H: Гістидин

I: Ізолейцин

K: Лізин

L: Лейцин

M: Метіонін

N: Аспарагін

P: Пролін

Q: Глутамін

R: Аргінін

S: Серин

T: Треонін

V: Валін

Кодований геном білок за функцією належить до фосфопротеїнів. 
Задіяний у таких біологічних процесах, як транскрипція, регуляція транскрипції. 
Білок має сайт для зв'язування з іонами металів, іоном цинку, ДНК. 
Локалізований у ядрі.